# Imposition des mains
Pour les articles homonymes, voir Imposition.
Cet article concerne le geste rituel religieux. Pour la pratique de guérisseur, voir Thaumaturgie.

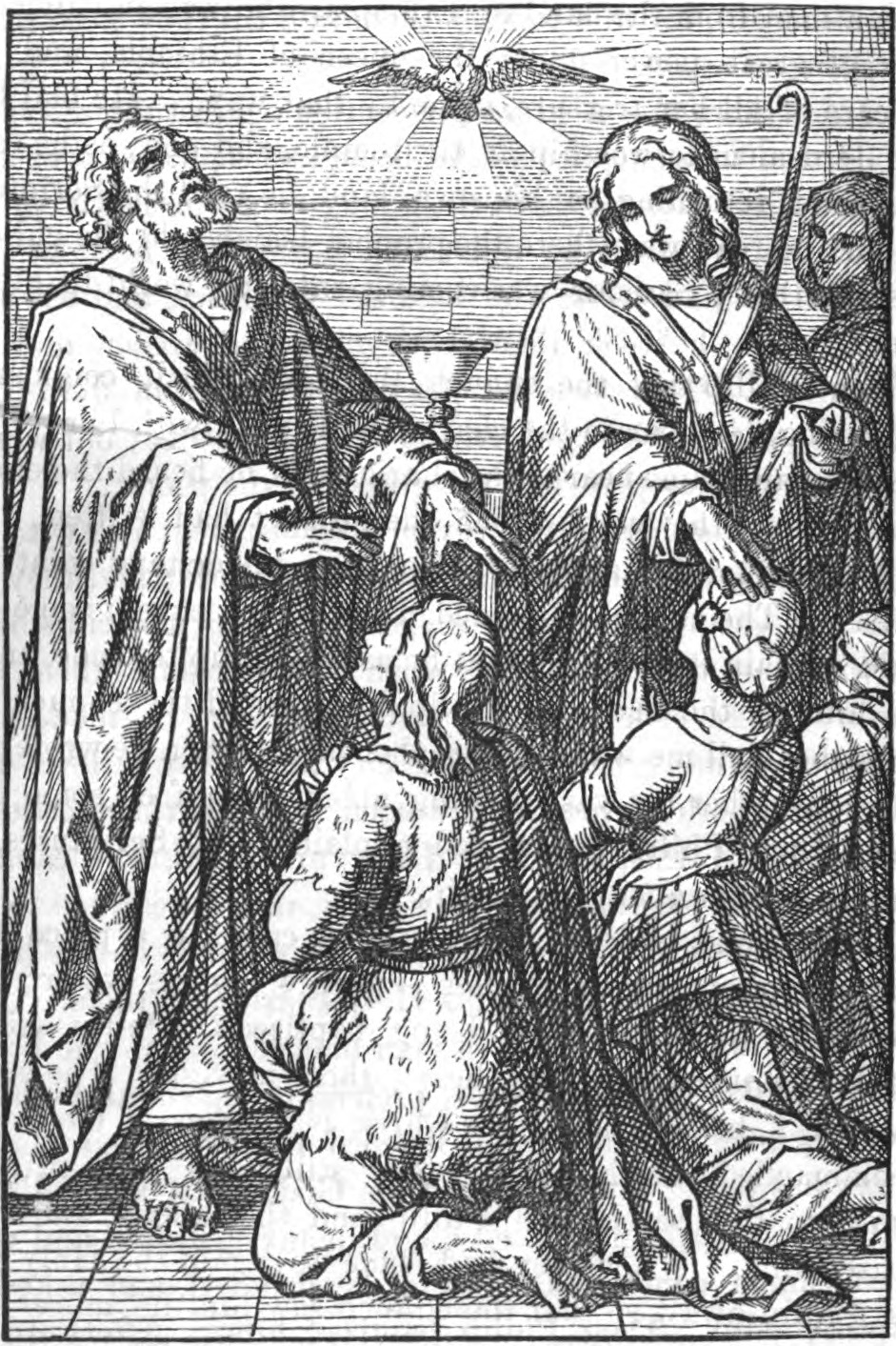
Les apôtres Pierre et Jean imposant les mains (Actes 8:17)

L’imposition des mains est l'« action de poser, d'étendre les mains sur quelqu'un ou sur quelque chose pour le bénir, le guérir, lui conférer un pouvoir ». C'est notamment un geste rituel accompli par une personne posant pour quelques instants ses deux mains sur la tête d’une autre. De grande ancienneté, le geste acquit une symbolique religieuse importante dans la tradition judéo-chrétienne. Dans le judaïsme, ce geste peut établir une identification ou une consécration (dont ordination) mais plus fréquemment, une bénédiction. À sa suite, dans le christianisme, ce symbole est présent lors de bénédiction, d’ordination ou de prière pour la guérison.

## Anthropologie religieuse
En anthropologie religieuse la parole de l’homme, et ses mains, sont les moyens les plus expressifs et les plus habituellement utilisés comme langage symbolique. Ainsi en est-il également dans la tradition judéo-chrétienne.

## Dans la Bible

### Bible hébraïque
L’imposition des mains est un geste fréquemment mentionné dans le Tanakh. Le sens symbolique qui y est attaché peut représenter :
- l'identification : l’imposition de la main (une main) établit une identification entre l’offrant et sa victime (un animal). Ainsi dans les sacrifices d’expiation (Lv 1,4.4,4) et communion (Lv 3,2). L’imposition des deux mains (Lv 16,21), toujours par identification, fait passer les péchés de l’homme, ou du peuple, à la victime (animale) qui est alors expulsée au désert. C’est un transfert de culpabilité. Porteuse de péché, la viande ne peut être consommée.
- la bénédiction : le geste accompagne la parole de bénédiction transmettant à la descendance et postérité ce qui fut reçu de Dieu par les ancêtres Abraham et Isaac. Ainsi Israël bénissant ses petits-fils en Gn 48,13-16 : «Qu’ils foisonnent en multitude au milieu du pays !»
- la consécration : l’imposition des mains « sacralise » un objet ou une personne qui est ainsi mise à part comme appartenant désormais au domaine du sacré, à Dieu. Dieu prend possession de la personne, lui donnant autorité et aptitude pour exercer une fonction particulière. Les Lévites sont mis à part comme groupe sacerdotal par le peuple d’Israël : Nb. 8,10. À la fin du livre du Deutéronome, le peuple écoute Josué « pour ainsi agir dans les voies du Seigneur », car Moïse lui a imposé les mains, et Josué est rempli de l’Esprit de sagesse (Dt 34,9).

### Évangiles
Dans le Nouveau Testament, l’imposition des mains est fréquente notamment avec Jésus pour:
- la bénédiction : on amène des enfants à Jésus pour qu’il leur impose les mains en disant une prière (Mt 19,13 : parole et mains). Ce qu’il fait, leur obtenant du Père le fruit de sa propre prière.

- la guérison : médecin des âmes et des esprits, l’imposition des mains par Jésus sur la tête de certains malades leur apportent guérison. « ‘Femme, te voilà libérée de ton infirmité ‘. Il lui imposa les mains : aussitôt elle redevint droite et se mit à rendre gloire à Dieu » (Lc 13,12-13). Même geste pour les nombreux malades qui accourent au coucher du soleil (Lc 4,40), ou pour guérir l’aveugle de Bethsaïde (Mc 8,23), qu’il « prend par la main » pour l’amener hors du village et auquel il impose par deux fois les mains. On invite également Jésus à agir dans ce sens : « viens lui imposer la main et elle vivra » (Mt 9,18 ; Mc 7,32).

### Épîtres et Actes des apôtres

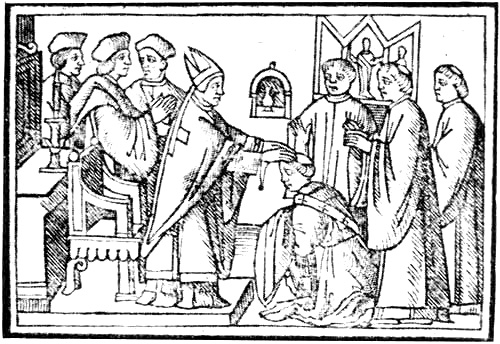
Ordination d'un diacre dans l'Église catholique romaine (vers 1520).

Dans les débuts de l’Église chrétienne, l’imposition des mains est également présente, comme dans le judaïsme, pour :
- la guérison : les disciples et apôtres accompagnent Jésus durant son ministère terrestre et sont souvent présents lorsqu’il impose les mains à quelques malades. Mais ils ne l’accompagnent pas dans ce geste. Ils n’en obtiennent l’autorité et le pouvoir qu’après la Résurrection du Christ. Ainsi, le promet Jésus dans son discours de Ressuscité : « ils imposeront les mains à des malades et ceux-ci seront guéris » (Mc 16,18) : ce que fait Ananias pour Saül de Tarse, lui redonnant la vue (Ac 9,17), et l’apôtre Paul, plus tard à Malte, d'imposer lui aussi ses mains de guérison sur la tête du père de Publius (Ac 28,8).

- la consécration : comme signe de consécration et de transmission d’autorité et de pouvoir spirituel, l’imposition des mains acquiert une grande place dans la vie de l’Église. Les dons divins, et particulièrement le don de l’Esprit-Saint sont transmis par ce geste. Pierre et Jean confèrent le don de l’Esprit aux Samaritains qui, bien que « baptisés au nom du Seigneur Jésus », ne l’avaient pas encore reçu (Ac 8,17). Paul fait de même pour les disciples d’Éphèse, qui n’avaient connu que le baptême de Jean (le Baptiste) (Ac 19,6).  « Ils reçoivent le baptême au nom de Jésus-Christ. Paul leur imposa les mains et l’Esprit saint vint sur eux » (Ac 19,6).

- le pouvoir spirituel : dès les origines de la communauté chrétienne, l’imposition des mains est un geste de communication, de pouvoir spirituel adapté à une mission précise. Les sept premiers diacres sont consacrés et ordonnés à une fonction bien définie au sein de la communauté primitive : « On les présenta aux apôtres, on pria et on leur imposa les mains ». (Ac 6,6). A Antioche, Paul et Barnabas sont mis à part pour leur mission : «Après avoir jeûné et prié et leur avoir imposé les mains, ils leur donnèrent congé » (Ac 13,3).

- l'ordination sacerdotale : dans le geste de Paul vis-à-vis de Timothée (« Je t’ai imposé les mains »: 2 Tm 1,6), on a les germes de l’ordination sacerdotale telle qu’elle est encore comprise aujourd’hui : « ne néglige pas le don de la grâce qui est en toi, qui te fut conféré par une intervention prophétique, accompagnée par l’imposition des mains par le collège des anciens » (1 Tm 4,14). Et Timothée refera ce geste sur d’autres, choisis pour le ministère de l’Église (1 Tm. 5,22), mais « n‘impose les mains hâtivement à personne », conseille saint Paul.

## Usage dans le judaïsme
La semikha, en hébreu : סמיכה לרבנות « imposition [des mains] pour [conférer] l'autorité rabbinique », est le processus de transmission d'autorité au sein des enfants d'Israël, désignant un individu comme rabbin. L'institution de la semikha est née du geste de Moïse qui transmit son autorité à Josué bin Noun en lui imposant ses mains au-devant du peuple et en présence d'Eléazar le Cohen Gadol ; il en fit de même avec les 70 Anciens (Dt 34,9). La cérémonie disparaît aux alentours du IVe siècle ou, selon certains, du XIe siècle de l'ère commune. Ce geste est également mentionné dans le rituel de l'offrande en holocauste. 
Selon le rite décrit par la Mishna sous le nom de semikha, trois personnes dont une au moins possède une semikha doivent se tenir en terre d'Israël pour désigner un nouvel individu comme apte à recevoir l'autorité ; l'imposition des mains représente ainsi l'ordination de cette personne. Le Talmud définit ainsi trois classes de semikhot : pour les lois de permis et d'interdit, pour siéger dans un tribunal rabbinique et pour déterminer le statut rituel des premiers-nés des animaux.
Seules les personnes ayant obtenu la semikha ont l'autorité de prendre des décisions religieuses et juridiques ; elles seules peuvent porter le titre de rabbi ou ribbi (« mon maître »), les Sages de Babylone ne pouvant prétendre qu'à celui de rav (« maître »).
La semikhout (hébreu : סמיכות) consistant en la remise d'un « diplôme rabbinique » par une institution ou une haute école rabbinique, est apparue dans les derniers siècles. Visant à émuler l'ordination des prêtres, elle n'est pas uniformément appliquée. Parallèlement, plusieurs tentatives, relativement marginales au sein du monde juif, ont été menées pour ressusciter la semikha au cours des siècles.
De manière générale, tout père de famille peut bénir ses enfants à chaque Shabbat ou pour toute occasion particulière, en imposant ses mains sur leurs têtes et en prononçant une prière.

## Usage dans le christianisme

### Catholicisme

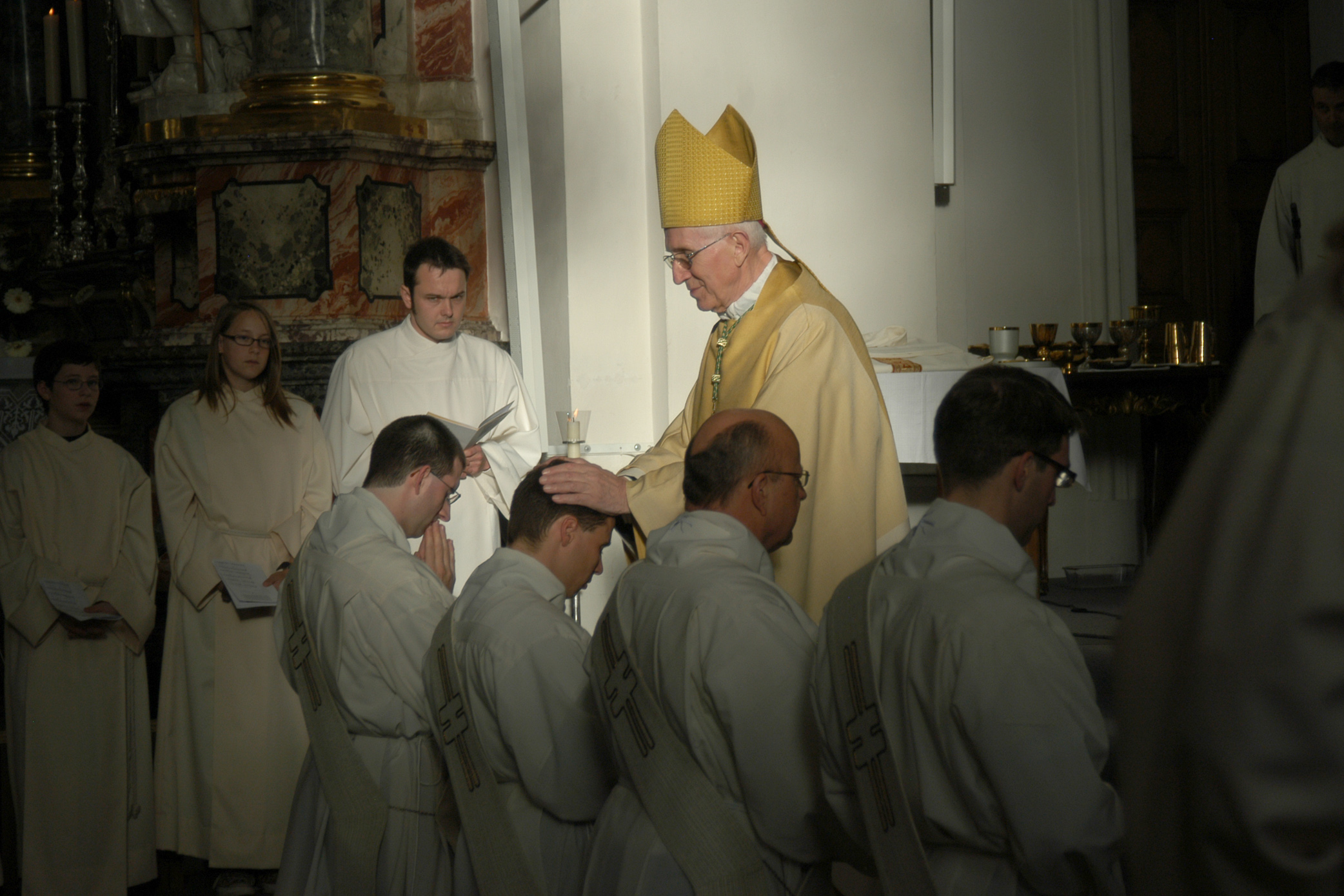
Imposition des mains durant une ordination sacerdotale catholique, en Allemagne.

Le geste de l’imposition des mains est très présent dans la vie sacramentelle et liturgique de l’Église catholique. Aussi, il accompagne de nombreuses bénédictions et fait partie du rituel du baptême comme communication de l’Esprit-Saint. Au moment de l’absolution, dans le sacrement de pénitence et de réconciliation, le prêtre étend les deux mains, ou une seule, vers le fidèle qui vient de confesser ses péchés : il manifeste ainsi son pouvoir de délier et de réconcilier. Dans la célébration du sacrement des malades, l’imposition des mains en silence précède immédiatement les onctions (Mt 8,3-15 ; Mc 5,23.16,18). Lors de la consécration du saint chrême à la messe chrismale, les prêtres présents se joignent à l’évêque pour étendre la main droite vers le chrême, à la fin de la prière consécratoire. Durant l’épiclèse, lors de la célébration eucharistique le célébrant étend les mains au-dessus du pain et du vin.
L’imposition des mains est particulièrement importante lors de l’ordination à l'un des ordres majeurs de l’Église : le diaconat, la prêtrise ou l’épiscopat. Il est même considéré comme la partie essentielle du rituel d’ordination à strictement parler.

### Protestantisme

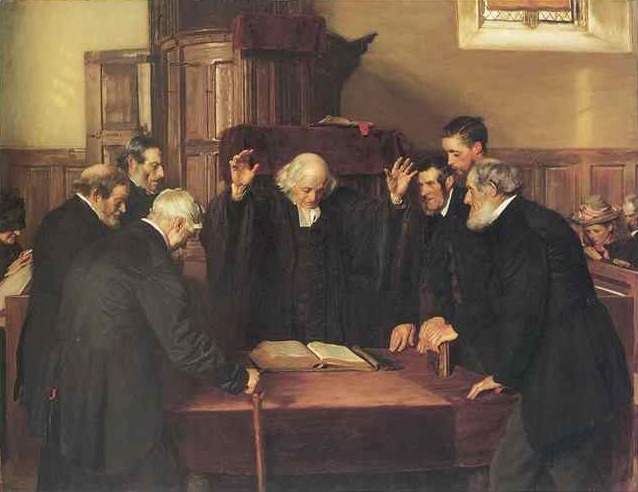
Ordination des Anciens dans une église d’Écosse, 1891

Dans le protestantisme, l’imposition des mains a lieu pour l’ordination pastorale. En paroisse a lieu lors d'un culte pour l'installation du nouveau pasteur, le renouvellement du conseil presbytéral ou des diacres. C'est le même geste que pour le baptême ou pour la bénédiction qui conclut le culte, les mains levées. Un cercle composé de laïcs et de pasteurs entoure la ou les personnes accueillie, et est prononcée une parole de bénédiction.

### Christianisme évangélique

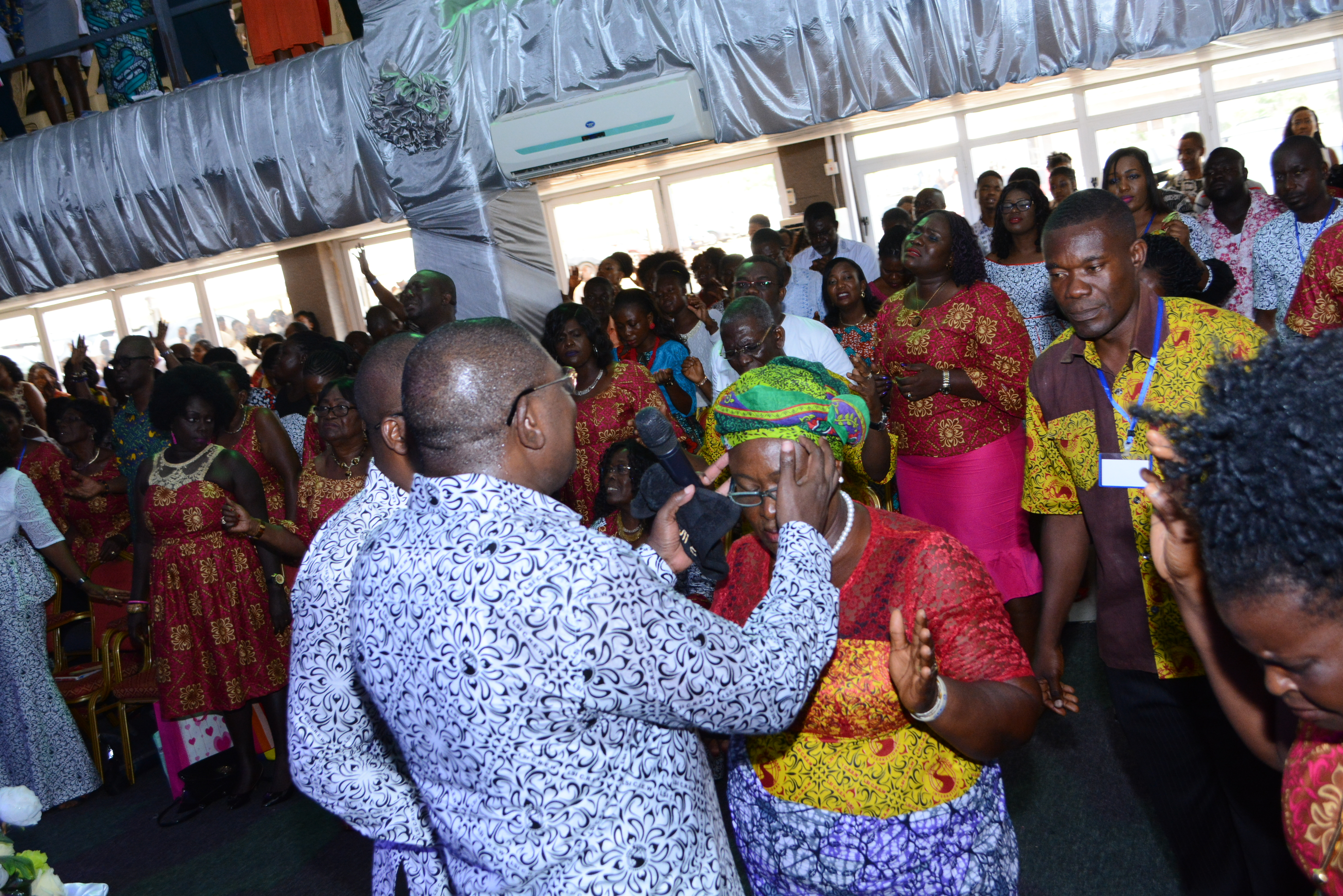
Imposition des mains pour la guérison dans l’église Living Streams International, à Accra, au Ghana, 2018

Dans les Églises baptistes, elle a lieu après le baptême du croyant. C’est un des deux points qui ont été ajoutés dans la Confession baptiste de Philadelphie en 1742,.  Dans les Églises pentecôtistes, ce geste a lieu lors des prières de guérison par la foi.